# Institut Oriental de Chicago

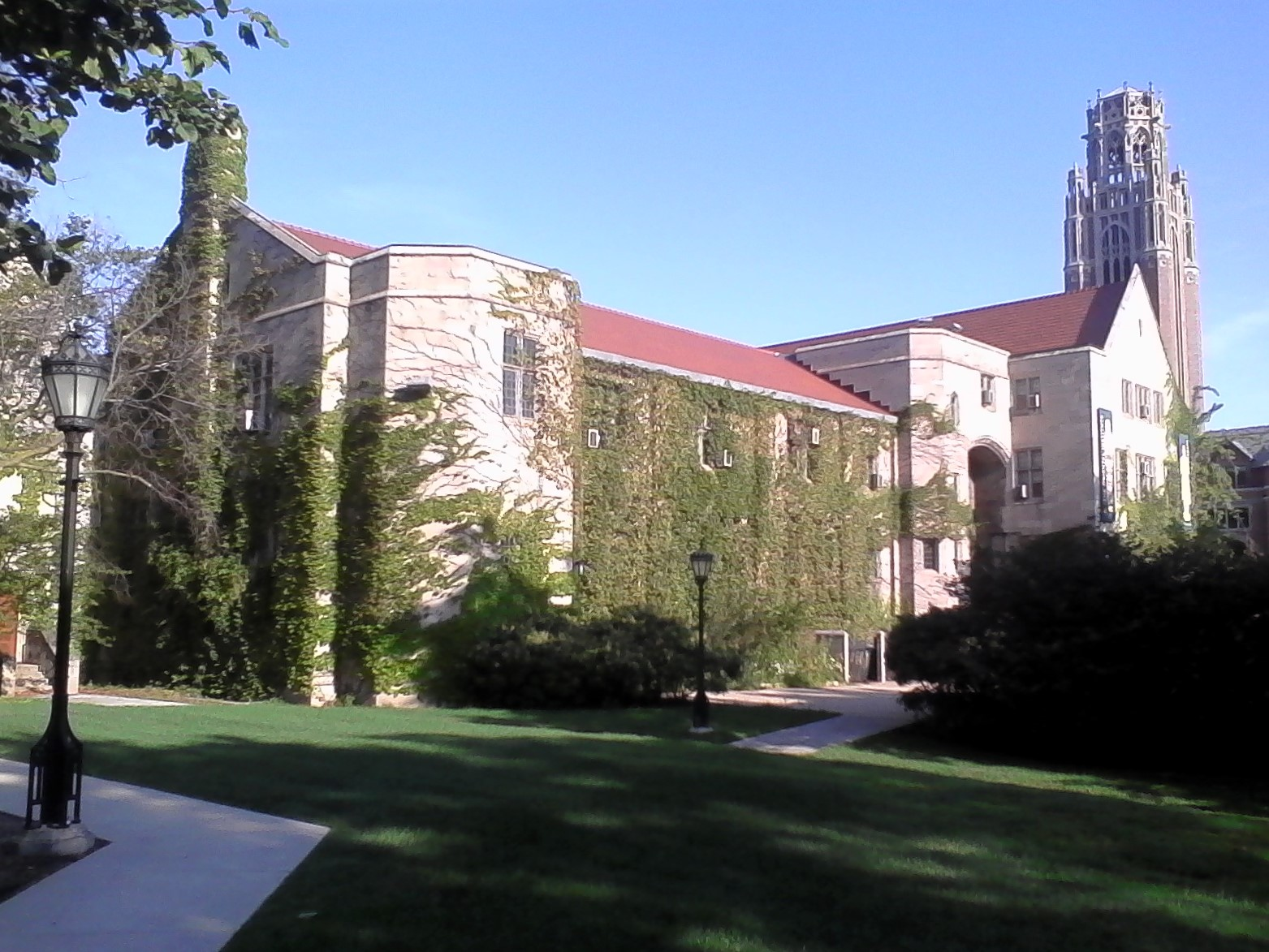
Edifici de l'Institut Oriental

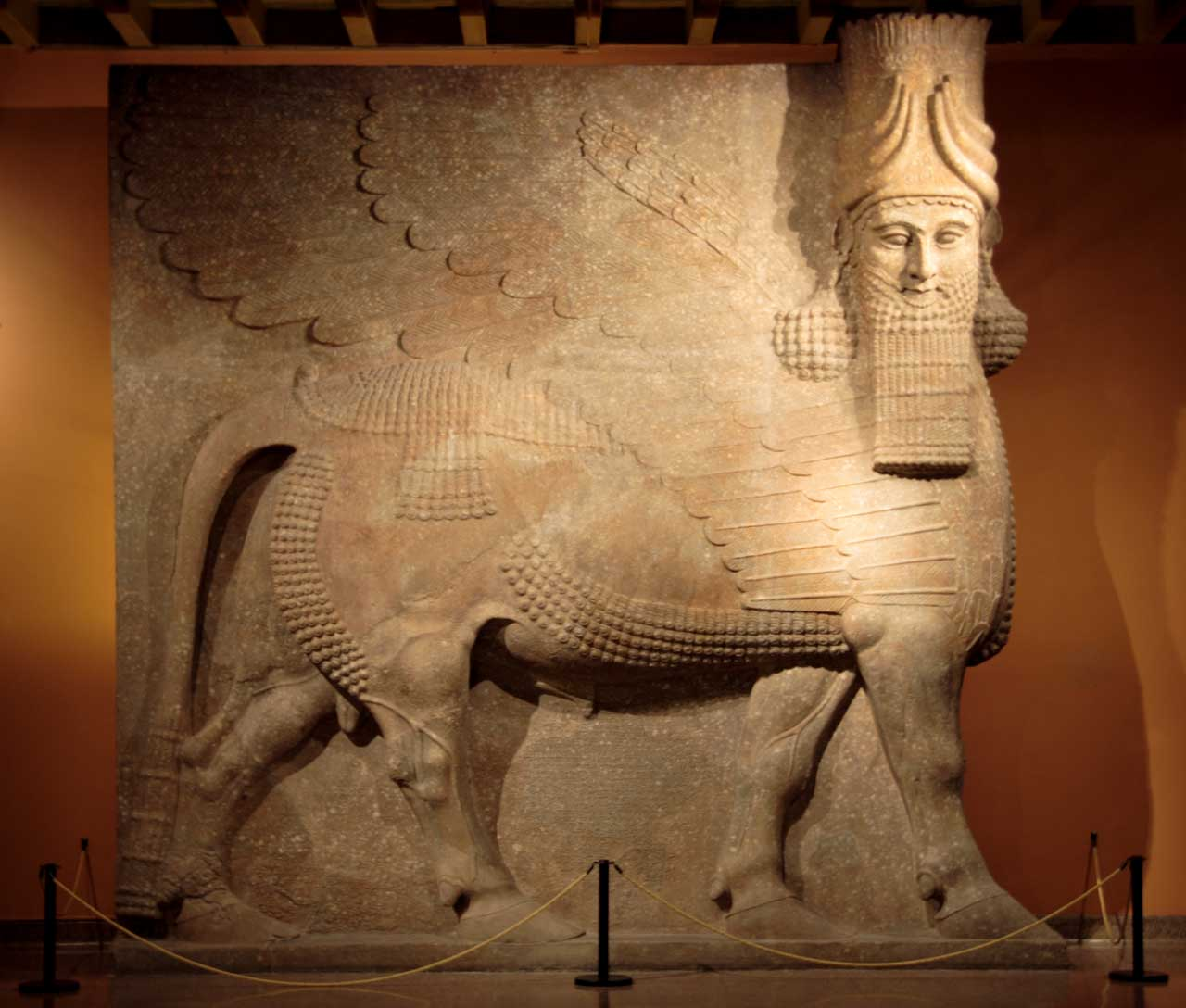
Representació de la criatura llegendària assíria Lamasu en l'Institut Oriental de Chicago.

L'Institut Oriental (Oriental Institute) de Chicago és el museu arqueològic i departament de recerca per a l'antic Orient Pròxim de la Universitat de Chicago. Va ser fundat el 1919.
La seu de l'Institut és un edifici barreja d'Art déco i arquitectura neogòtica, dissenyat per les firmes d'arquitectes Mayers Murray & Phillip, que va ser inaugurat el 1931. El museu conté obres procedents d'excavacions en tot l'Orient Pròxim, entre les quals destaquen els Ivoris de Megiddo, tresors procedents de les ruïnes de Persèpolis, un grup d'escultures mitològiques de Khorsabad —la capital de Sargon II —, i una monumental estàtua del faraó Tutankamon.